# Diocesi di Villa del Re
La diocesi di Villa del Re (in latino Dioecesis Villaregensis) è una sede soppressa e sede titolare della Chiesa cattolica.

## Storia
Villa del Re, nei pressi di Tobna nell'odierna Algeria, è un'antica sede episcopale della provincia romana di Numidia.
Diversi sono i vescovi conosciuti di questa sede episcopale, che si trovava nei pressi di un'altra città vescovile, quella di Tubune di Numidia. Il primo vescovo conosciuto è Cresconio, il quale tentò di occupare anche la sede di Tubune di Numidia. Il suo operato fu condannato dal concilio di Ippona l'8 ottobre 393 e dai concili di Cartagine del 28 agosto 397 e del 13 settembre 401. Probabilmente queste decisioni non ebbero effetto, perché nel 411 un vescovo di nome Cresconio, forse lo stesso personaggio, occupava la sede di Tubune di Numidia.
Nel suo trattato Contra Cresconium, sant'Agostino di Ippona fa l'elogio del vescovo Candido, che abiurò il donatismo per aderire alla vera fede cattolica.
Alla conferenza di Cartagine del 411, che vide riuniti assieme i vescovi cattolici e donatisti dell'Africa romana, presero parte il cattolico Felice e il donatista Vittore; Felice dichiarò di ignorare che il suo rivale donatista, deceduto da poco, era stato sostituito da Vittore.
Ultimo vescovo noto di questa diocesi è Donato, il cui nome appare al 62º posto nella lista dei vescovi della Numidia convocati a Cartagine dal re vandalo Unerico nel 484; Donato, come tutti gli altri vescovi cattolici africani, fu condannato all'esilio.
Dal 1933 Villa del Re è annoverata tra le sedi vescovili titolari della Chiesa cattolica; dal 13 luglio 2004 il vescovo titolare è Karlheinz Diez, vescovo ausiliare di Fulda.

## Cronotassi

### Vescovi residenti
- Cresconio † (prima del 393 - dopo il 401)
- Candido † (prima del 405/411)
- Felice † (menzionato nel 411)
  - Vittore † (menzionato nel 411) (vescovo donatista)
- Donato † (menzionato nel 484)

### Vescovi titolari
- Francisco de Guruceaga Iturriza † (31 marzo 1967 - 18 giugno 1969 nominato vescovo di Margarita)
- Saturnino Rubio y Montiél † (4 dicembre 1969 - 23 aprile 1971 deceduto)
- Darío Castrillón Hoyos † (2 giugno 1971 - 1º luglio 1976 succeduto vescovo di Pereira)
- Franz Xaver Eder † (6 maggio 1977 - 15 ottobre 1984 succeduto vescovo di Passavia)
- Henryk Muszyński (23 febbraio 1985 - 19 dicembre 1987 nominato vescovo di Włocławek)
- Kazimierz Nycz (14 maggio 1988 - 9 giugno 2004 nominato vescovo di Koszalin-Kołobrzeg)
- Karlheinz Diez, dal 13 luglio 2004